# Musculation du périnée
La musculation du périnée est un ensemble d’exercices de renforcement du périnée, avec des accessoires spécifiques conçus à cet effet. 

## Rééducation périnéale et musculation du périnée
La rééducation périnéale est réservée aux praticiens professionnels de la santé, comme les sages-femmes et les kinésithérapeutes. La musculation du périnée est une pratique en dehors du cadre médical, axée sur l'exploration du plaisir et de nouvelles formes de sexualité que le périnée tonifié apporte. Dans ce sens, elle se rapproche davantage de pratiques ésotériques comme le tantra ou le tao.[Interprétation personnelle ?]

## Effets bénéfiques
Le périnée féminin est un muscle complexe, composée de deux niveaux de faisceaux musculaires :  
- la partie superficielle, formée par le muscle bulbo-caverneux, le sphincter de l’anus et le centre tendineux du périnée ;
- la partie profonde – le releveur de l’anus, formé par un groupe de 5 faisceaux musculaires.

Le périnée est un hamac musculaire qui maintient les organes internes en place, il joue un rôle important dans la sexualité des hommes et des femmes. 
Parmi les effets positifs de la musculation du périnée, on cite notamment : 
- Santé : prévention des fuites urinaires, de la descente d’organes, de la béance vaginale, du « pet vaginal » - liés à l’affaiblissement du périnée, mais aussi normalisation du cycle menstruel, prévention de maladies liées à la stagnation du sang dans le petit bassin, comme les kystes, les hémorroïdes, les fibromes[2].
- Sexualité : amélioration des sensations vaginales pendant l’acte sexuel, maîtrise des muscles du périnée pour enrichir les relations sexuelles[3] (« pénétration intense »[4], « onde vaginale »), une meilleure lubrification vaginale. Pour les hommes, la musculation du périnée permet de contrôler l’éjaculation[5] ou d’éprouver des orgasmes sans éjaculer[6].
- Enfantement : assouplissement du périnée pour se préparer à l’accouchement, rétablissement de sa tonicité et de son élasticité après l’accouchement, pour redonner la sensation du « vagin serré ».

Comme effet général, on observe un effet de « sex-appeal », d’une meilleure estime de soi et de bien-être.[réf. nécessaire]